# Marta Litinskaya
Marta Litinskaya é um jogadora de xadrez da Ucrânia com participação nas Olimpíadas de xadrez de 1984 e 1996. Marta competiu pela União Soviética em 1988 conquistando a medalha de prata por performance individual e por equipes. Em 1992, já competindo pela Ucrânia, conquistou a medalha de prata por equipes.